# بهار پکن
بهار پکن (چینی: 北京之春; پین‌یین: Běijīng zhī chūn) به دوره کوتاه آزادی سیاسی در دوره «بولوان فانژنگ» در جمهوری خلق چین اشاره دارد. این جنبش به عنوان جنبش دیوار دموکراسی در پکن آغاز شد که در سال‌های ۱۹۷۸ و ۱۹۷۹، درست پس از پایان انقلاب فرهنگی چین رخ داد. این نام از «بهار پراگ» گرفته شده‌است، رویدادی مشابه که در سال ۱۹۶۸ در چکسلواکی رخ داد.

## تاریخ
در طول بهار پکن، عموم مردم از آزادی بیشتری برای انتقاد از حکومت چین نسبت به گذشته برخوردار شدند. بیشتر این انتقادات متوجه انقلاب فرهنگی و رفتار دولت در آن دوران بود. جنبش دموکراسی چین با جنبش دیوار دموکراسی علنی شد.

### دهه ۱۹۹۰
عبارت «بهار پکن» همچنین برای دوره آب شدن یخ سیاست در چین از سپتامبر ۱۹۹۷ تا اواسط نوامبر ۱۹۹۸ استفاده شد. در جریان این «بهار جدید پکن»، مقامات چینی کنترل خود را بر بیان و سازماندهی سیاسی کاهش دادند. واگذاری نسبتاً بدون دردسر هنگ کنگ از بریتانیا به چین و مرگ دنگ شیائوپینگ در اوایل سال ۱۹۹۷ پیش‌درآمد این دوره کوتاه آزادسازی بود.
در جریان دومین «بهار پکن» بود که حزب دموکراسی چین توسط برخی مقامات محلی تأسیس شد و به‌طور قانونی به ثبت رسید. وئی ژینگشنگ، مخالف جنبش دیوار دموکراسی آزاد و تبعید شد، چین میثاق بین‌المللی حقوق مدنی و سیاسی را امضا کرد و در این زمان، بیل کلینتون، رئیس‌جمهور ایالات متحده و مری رابینسون، کمیسر حقوق بشر سازمان ملل، از چین بازدید کردند. در پایان سال ۱۹۹۸، دولت دوباره مخالفان اصلی و کسانی را که در حزب نوپای اپوزیسیون دموکراسی چین دخیل بودند، سرکوب کرد.